# Primarias del Partido Demócrata de 2008 en Nuevo Hampshire
Las primarias demócratas en Nuevo Hampshire de 2008, realizadas el 8 de enero de ese año, fue la primera primaria en los Estados Unidos en el 2008. Su propósito fue determinar el número de delegados de Nueva Hampshire que representaría a ciertos candidatos en la Convención Nacional. En una primaria, miembros de un partido político —en este caso, el Partido Demócrata—seleccionan a los candidatos a una elección subsecuente. Desde 1920, Nueva Hampshire siempre ha realizado las primeras primarias en todo el país. Las primarias del Partido Demócrata ocurrieron el mismo día que las primarias republicanas.
Hillary Clinton fue la ganadora del voto popular en las primarias, con Barack Obama en segundo lugar. Clinton y Obama obtuvieron una cantidad igual de delegados en la Convención Nacional porque el porcentaje de sus votos fue similar. Con esta victoria, Clinton se convirtió en la primera mujer candidata en ganar una primaria con asignación de delegados en una contienda de nominación presidencial de un partido político importante en la historia norteamericana.
Después de que Obama se convirtiera en el presunto nominado del Partido Demócrata el 3 de junio, la Delegación de Nueva Hampshire en la Convención Nacional Demócrata de 2008 emitió unánimemente sus 30 votos formales por él, uno de los únicos tres estados que lo hizo. 

## Fechas y procesos
Nueva Hampshire alberga las primeras primarias en toda la nación. Una ley estatal que fue aprobada en 1975 r requería que la fecha se estableciera al menos una semana antes de cualquier otro sufragio similar. Los "caucus" o asambleas de Iowa son el único evento de selección de delegados anterior a las primarias de Nueva Hampshire, pero dado que Iowa alberga caucus, no primarias, esto no es considerado una violación de la ley.
Cualquier votante registrado puede votar en las primarias de Nueva Hampshire. Los votantes deben declarar su afiliación partidaria para poder participar en una sola primaria cada año, no en las primarias demócratas y republicanas al mismo tiempo. Los votantes elegirán delegados para los eventos a nivel de distrito; un candidato solo recibirá delegados a la convención nacional si recibe al menos el 15% de los votos de los votantes del distrito. Se envían 30 delegados proporcionalmente a la convención nacional.

### Asignación de delegados
Se descartan todos los votos emitidos por un candidato que no hayan alcanzado el umbral del 15% de votos. Se asignan 14 delegados de distrito proporcionalmente a cada candidato presidencial viable en función de los resultados de las primarias en cada distrito congresional. Todos los delegados de distrito se consideran delegados comprometidos, lo que significa que deben comprometerse abiertamente con un candidato antes de la votación y están sujetos a revisión por parte del candidato que representan. Tanto el primer como el Segundo distrito congresional tienen asignados 7 delegados de distrito cada uno. Estos delegados representan independientemente a cada Distrito del Congreso; no se ven afectados por los resultados de todo el estado.

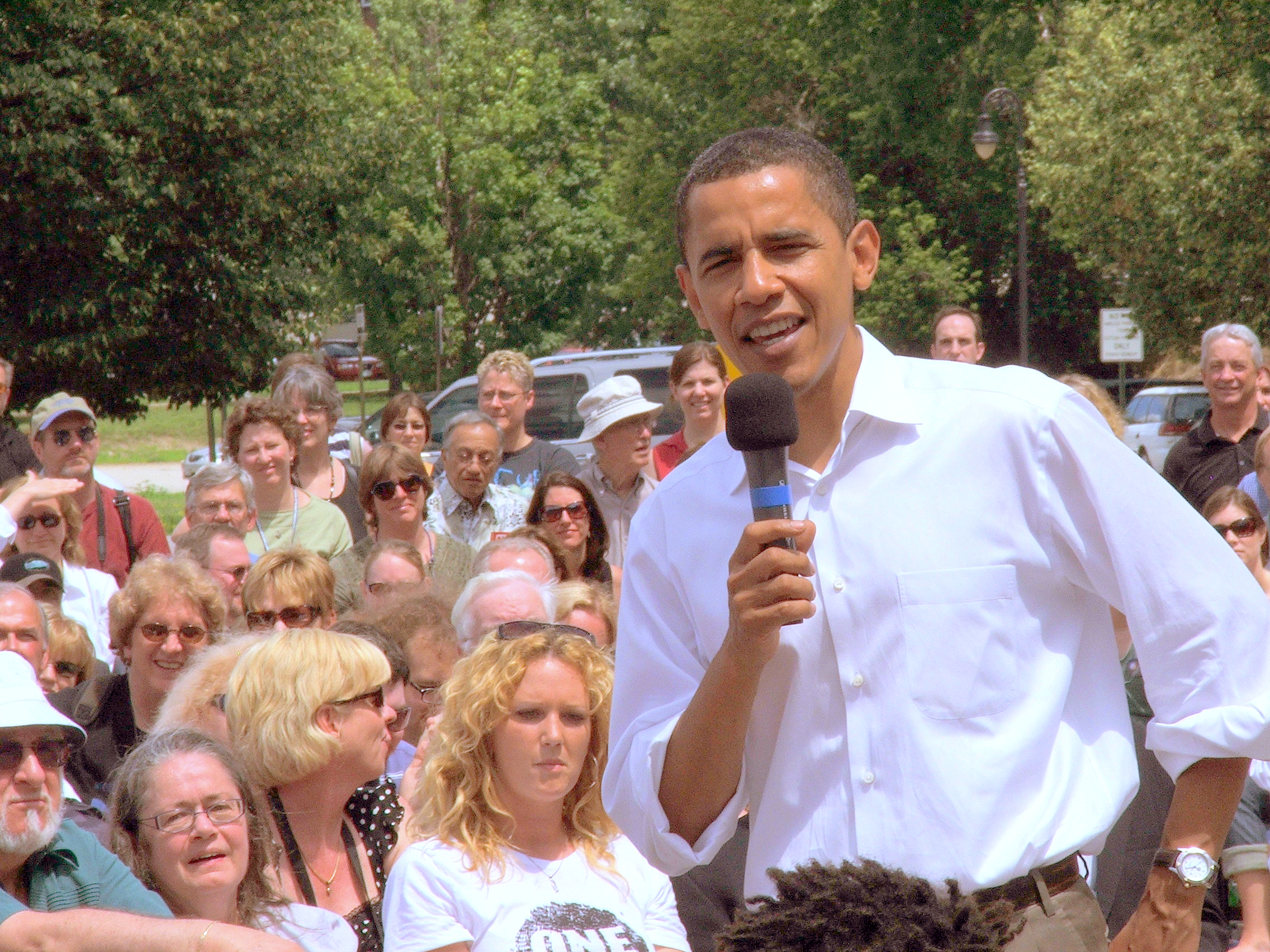
Obama haciendo campaña en Nueva Hampshire.

Además, hay 8 delegados comprometidos más que se asignan según los resultados de las primarias estatales. Cinco de ellos serán delegados generales a la convención nacional. Estos delegados generales suelen ser seleccionados por delegados a nivel de distrito. Los otros 3 delegados comprometidos serán líderes de partido y funcionarios electos (PLEO). Los delegados PLEO generalmente consisten en miembros del Comité Nacional Demócrata, miembros demócratas del Congreso, gobernadores demócratas y exlíderes del Partido Demócrata.
Si bien los 14 delegados de distrito y los 8 delegados de todo el estado están comprometidos a representar a un candidato, otros 8 delegados de la Convención Nacional se considerarán no comprometidos. 7 de ellos son delegados PLEO adicionales, que consisten en 4 miembros del Comité Nacional Demócrata, 2 miembros del Congreso y 1 gobernador. Un delegado extra no comprometido será considerado como delegado adicional. El delegado adicional es seleccionado por un comité de delegados a nivel de distrito.

## Encuestas, predicciones y eventos pre-primarias
Cinco días antes de las primarias de Nueva Hampshire, los candidatos compitieron en los caucus en Iowa. Barack Obama esperaba ganar estas primarias de la misma manera que derrotó a Hillary Clinton en los caucus de Iowa. Desde su victoria, había atraído a varios seguidores, lo que aumentó sus posibilidades de ganar esta primaria. Del mismo modo, Clinton estaba luchando por superar los reveses después de que ocupó el tercer lugar en los caucus en Iowa. Una serie de encuestas preprimarias mostró que Obama disfrutaba de una ventaja significativa. Clinton estaba en segundo lugar y John Edwards en tercer lugar. Las encuestas promedio durante el período del 5 al 7 de enero de 2008 de Real Clear Politics indicaron el apoyo de Obama en 38.3%, Clinton en 30.0%, Edwards en 18.3% y Richardson en 5.7%. Estos resultados indicaron una ventaja del 8.3% para Obama.
Por otro lado, una encuesta de USA Today/Gallup indicó que Barack Obama disfrutaba de una ventaja de 13 puntos sobre Hillary Clinton tres semanas después de estar empatados en las encuestas preprimarias en New Hampshire. Incluso en diciembre de 2007, Clinton lideraba las encuestas con un 47% y Obama tenía un 26%. Los ayudantes de Clinton respondieron a esto diciendo que ella tiene el dinero para continuar una campaña nacional. La campaña del expresidente Bill Clinton fracasó en las primeras cinco primarias y caucus estatales cuando se postuló en 1992. A pesar de estas circunstancias, Bill Clinton no solo ganó la nominación demócrata, sino que ganó las elecciones.
La encuesta de USA Today/Gallup se llevó a cabo el 4 de enero de 2008. Los directores de esta encuesta encuestaron a 778 residentes de Nueva Hampshire que probablemente asistirían a las primarias demócratas. La encuesta se realizó después de que se difundieran las noticias de los caucus de Iowa. En la siguiente tabla, el apoyo de los candidatos el 4 de enero se compara con los resultados de la encuesta USA Today/Gallup de mediados de diciembre de 2007 en New Hampshire.
| Candidato/a     | Porcentaje (diciembre) | Porcentaje (enero) |
| --------------- | ---------------------- | ------------------ |
| Barack Obama    | 32%                    | 41%                |
| Hillary Clinton | 32%                    | 28%                |
| John Edwards    | 18%                    | 19%                |
| Bill Richardson | 8%                     | 6%                 |

Ningún otro candidato tenía un apoyo superior al 3% en New Hampshire. Cada cifra tiene un margen de error de ± 4%. La ventaja de 13 puntos de Obama estaba fuera de ese margen.
Un censo de Estados Unidos de 2006 informó que la población de New Hampshire era de 1,314,895. 356,897 no declararon afiliación a un partido.  Estos votantes independientes representan el 44 por ciento del electorado de New Hampshire y podrían haber votado en las primarias demócratas o en las primarias del Partido Republicano, pero no podrían haber votado en ambas. Los votantes demócratas constituyeron una proporción menor. 216,005 personas se han registrado como demócratas. Estas estadísticas son importantes porque en 2004, los independientes de New Hampshire se inclinaron hacia el lado demócrata a favor del entonces candidato John Kerry. Desde entonces, New Hampshire se ha vuelto más demócrata, reemplazando a su gobernador republicano y la legislatura estatal con un gobierno liderado por políticos demócratas. Sin embargo, la gente de New Hampshire está dividida en varias regiones más pequeñas, por lo que no se esperaba que todo el estado actuara de manera uniforme.

## Resultados
Hillary Clinton
     Barack Obama
| Leyenda: | Se retiró antes de los comicios |

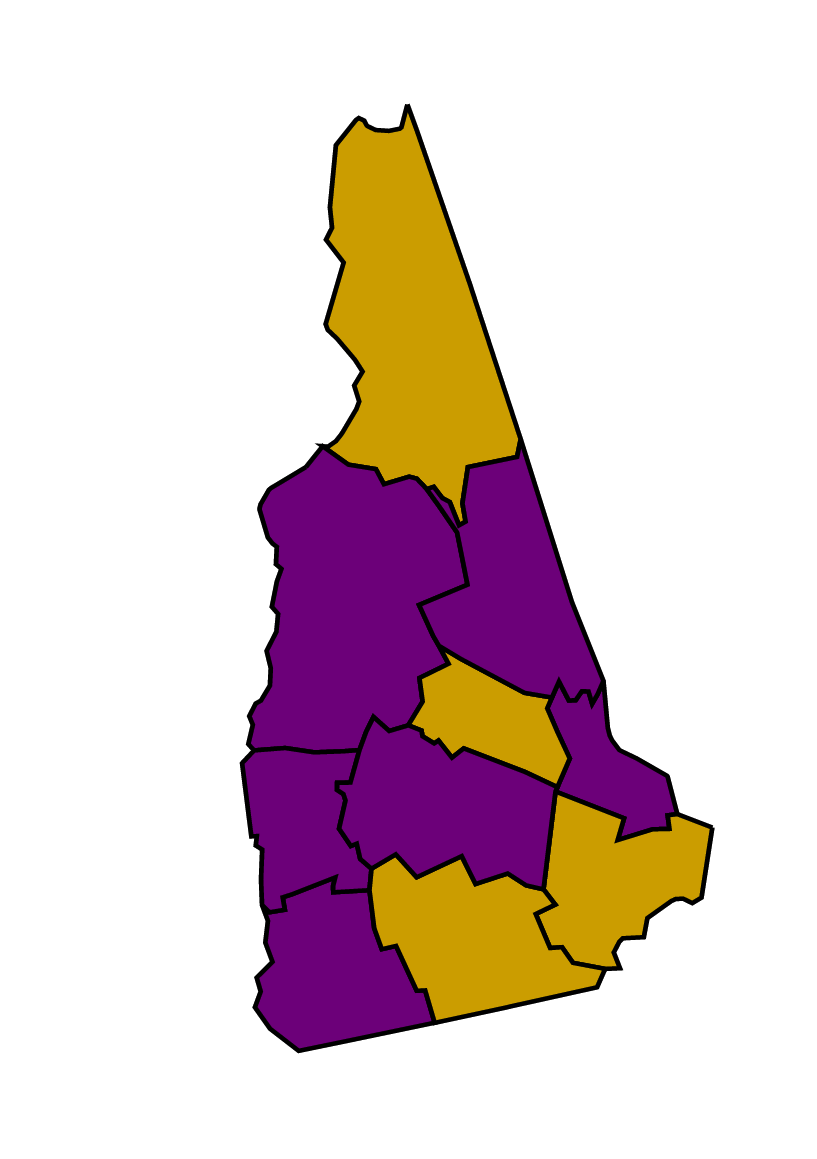

Lo siguiente es el resultado de las primarias de Nueva Hampshire, certificado por la Secretaría de Estado de Nueva Hampshire.
| Resultados de la Primaria Presidencial Demócrata en New Hampshire de 2008 | Resultados de la Primaria Presidencial Demócrata en New Hampshire de 2008 | Resultados de la Primaria Presidencial Demócrata en New Hampshire de 2008 | Resultados de la Primaria Presidencial Demócrata en New Hampshire de 2008 | Resultados de la Primaria Presidencial Demócrata en New Hampshire de 2008 | Resultados de la Primaria Presidencial Demócrata en New Hampshire de 2008 | Resultados de la Primaria Presidencial Demócrata en New Hampshire de 2008 |
| Partido                                                                   | Partido                                                                   | Candidato/a                                                               | Votos                                                                     | Porcentaje                                                                | Delegados                                                                 | Delegados nacionales proyectados                                          |
| ------------------------------------------------------------------------- | ------------------------------------------------------------------------- | ------------------------------------------------------------------------- | ------------------------------------------------------------------------- | ------------------------------------------------------------------------- | ------------------------------------------------------------------------- | ------------------------------------------------------------------------- |
|                                                                           | Demócrata                                                                 | Hillary Clinton                                                           | 112,404                                                                   | 39.09%                                                                    | 9                                                                         | 9                                                                         |
|                                                                           | Demócrata                                                                 | Barack Obama                                                              | 104,815                                                                   | 36.45%                                                                    | 9                                                                         | 13                                                                        |
|                                                                           | Demócrata                                                                 | John Edwards                                                              | 48,699                                                                    | 16.94%                                                                    | 4                                                                         | 0                                                                         |
|                                                                           | Demócrata                                                                 | Bill Richardson                                                           | 13,239                                                                    | 4.6%                                                                      | 0                                                                         | 0                                                                         |
|                                                                           | Demócrata                                                                 | Dennis Kucinich                                                           | 3,891                                                                     | 1.35%                                                                     | 0                                                                         | 0                                                                         |
|                                                                           | Demócrata                                                                 | Joe Biden                                                                 | 638                                                                       | 0.22%                                                                     | 0                                                                         | 0                                                                         |
|                                                                           | Demócrata                                                                 | Mike Gravel                                                               | 404                                                                       | 0.14%                                                                     | 0                                                                         | 0                                                                         |
|                                                                           | Demócrata                                                                 | Richard Caligiuri                                                         | 253                                                                       | 0.09%                                                                     | 0                                                                         | 0                                                                         |
|                                                                           | Demócrata                                                                 | Christopher Dodd                                                          | 205                                                                       | 0.07%                                                                     | 0                                                                         | 0                                                                         |
|                                                                           | Demócrata                                                                 | Kenneth Capalbo                                                           | 108                                                                       | 0.04%                                                                     | 0                                                                         | 0                                                                         |
|                                                                           | Demócrata                                                                 | D. R. Hunter                                                              | 95                                                                        | 0.03%                                                                     | 0                                                                         | 0                                                                         |
|                                                                           | Demócrata                                                                 | William Keefe                                                             | 51                                                                        | 0.02%                                                                     | 0                                                                         | 0                                                                         |
|                                                                           | Demócrata                                                                 | Tom Laughlin                                                              | 47                                                                        | 0.02%                                                                     | 0                                                                         | 0                                                                         |
|                                                                           | Demócrata                                                                 | Randy Crow                                                                | 37                                                                        | 0.01%                                                                     | 0                                                                         | 0                                                                         |
|                                                                           | Demócrata                                                                 | Michael Skok                                                              | 32                                                                        | 0.01%                                                                     | 0                                                                         | 0                                                                         |
|                                                                           | Demócrata                                                                 | Ole Savior                                                                | 30                                                                        | 0.01%                                                                     | 0                                                                         | 0                                                                         |
|                                                                           | Demócrata                                                                 | Henry Hewes                                                               | 17                                                                        | 0.01%                                                                     | 0                                                                         | 0                                                                         |
|                                                                           | Demócrata                                                                 | William Hughes                                                            | 16                                                                        | 0.01%                                                                     | 0                                                                         | 0                                                                         |
|                                                                           | Demócrata                                                                 | Caroline Killeen                                                          | 11                                                                        | 0.00%                                                                     | 0                                                                         | 0                                                                         |
|                                                                           | Demócrata                                                                 | Tom Koos                                                                  | 10                                                                        | 0.00%                                                                     | 0                                                                         | 0                                                                         |
|                                                                           | Demócrata                                                                 | Dal LaMagna                                                               | 8                                                                         | 0.00%                                                                     | 0                                                                         | 0                                                                         |
|                                                                           | Demócrata                                                                 | Candidatos por escrito                                                    | 2,517                                                                     | 0.87%                                                                     | 0                                                                         | 0                                                                         |
| Totales                                                                   | Demócrata                                                                 | Todos los candidatos                                                      | 287,527                                                                   | 100.00%                                                                   | 22                                                                        | 22                                                                        |

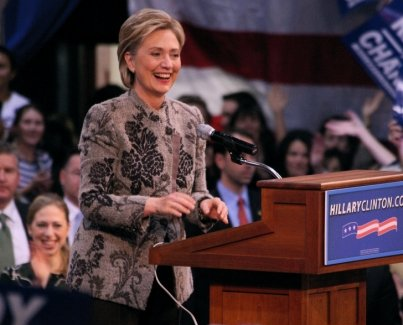
Hillary Clinton saluda a sus seguidores luego de su victoria en las primarias de New Hampshire.

Hillary Clinton superó a Barack Obama por 20 puntos en las encuestas pre-primarias en Nueva Hampshire antes de los caucus de Iowa, pero había caído 13 puntos por detrás de Obama en la semana previa a las primarias. Sin embargo, se recuperó para obtener más votos que Obama en las primarias de Nueva Hampshire. Al final, lideró las primarias con un 3%. En su discurso en Nueva Hampshire después de las primarias, sus partidarios la llamaron la "chica que vuelve triunfante" frente a su "regreso" al liderazgo de la carrera presidencial. Según las encuestas a boca de urna, las votantes mujeres y las personas mayores la ayudaron a ganar esta elección en particular. En los caucus de Iowa, Obama recibió el 35% del voto femenino, mientras que Clinton solo recibió el 30%. En Nueva Hampshire, sin embargo, el 45% apoyó a Clinton, en comparación con el 36% de Obama. También durante las primarias, los votantes mayores superaron en número a los votantes más jóvenes; El 67% de los votantes demócratas tenían más de 40 años y la mayoría apoyó a Clinton.
Una participación de casi 288,000 personas fue incluso superior de lo esperado, siendo mayor que la cantidad de residentes de Nueva Hampshire que votaron por Al Gore en las elecciones presidenciales de 2000.
Bill Richardson se retiró de la contienda después de quedar en cuarto lugar tanto en las primarias de Nueva Hampshire con menos del 5% de los votos como en los caucus de Iowa con menos del 2% de los votos. Tomó esta decisión cuando regresaba a su estado natal, Nuevo México, el 9 de enero de 2008, para reunirse con sus principales asesores.